# Warbly Jets (album)
Warbly Jets is het debuutalbum van de gelijknamige Amerikaanse rockband Warbly Jets. Het album werd uitgebracht op 20 oktober 2017 onder het muzieklabel Rebel Union Recordings.

## Tracklist
| Nr.     | Titel                                 | Duur  |
| ------- | ------------------------------------- | ----- |
| 1.      | ''Alive''                             | 3:30  |
| 2.      | ''The Lowdown''                       | 3:00  |
| 3.      | ''Ride''                              | 3:24  |
| 4.      | ''Shapeshifter''                      | 2:17  |
| 5.      | ''Keep Pushin''                       | 5:32  |
| 6.      | ''Raw Evolution''                     | 2:57  |
| 7.      | ''Fast Change''                       | 2:39  |
| 8.      | ''Head Session''                      | 3:51  |
| 9.      | ''Pt. II''                            | 2:02  |
| 10.     | ''4th Coming Bomb''                   | 4:06  |
| 11.     | ''Getting Closer (Than I Ever Have)'' | 3:57  |
| Totaal: | Totaal:                               | 37:22 |

## Verschijningen
- ''Alive'' in The 100 (2017)[3]
- ''Fast Change'' in Need for Speed Payback (2017)[3]
- "The Lowdown" in Lucifer (2018)[3]
- ''Alive'' in Spider-Man (2018)[3]